# Tod's

Logos de Tod's

Tod's est un groupe de mode italien, spécialisé dans les mocassins et bottines de luxe.

## Historique
Dorino Della Valle a commencé la fabrication de chaussures dans les années 1920 comme cordonnier, puis fonde une fabrique de chaussures vers 1940.
Tod's est créé par Diego Della Valle en 1978 en conservant la fabrication à la main.
Tod's a fait sa renommée sur la chaussure de conduite ((en)driving shoe) avec 133 picots de caoutchouc :  il Gommino (environ 50 % des ventes de la marque), facile à porter en toutes circonstances, et disponibles en différentes finitions de couleurs ou matières.
C'est Gianni Agnelli qui va aider à lancer cette marque en portant à la télévision une paire de mocassins Tod's que lui avait fait parvenir Diego Della Valle.
En 1986, Diego Della Valle crée la marque Hogan (présidée quelques années au début par son fils aîné Emanuele), déclinaison plus sportswear chic avec des chaussures inspirées du cricket.

Au milieu des années 1990, Tod's a acheté la marque Roger Vivier.

De nos jours, les marques sont : Tod’s, Hogan, Fay (prêt-à-porter), Schiaparelli Paris, Roger Vivier.
Le groupe Tod's possède plus d'une centaine de magasins sur trois continents, et propose une gamme complète de petite maroquinerie (sacs à main depuis 1997, ceintures, porte-monnaie…), de prêt à porter (depuis 2006), ainsi que des bijoux et lunettes depuis 2008. Les chaussures Tod's sont toutes fabriquées en Italie.
Gwyneth Paltrow, Sienna Miller juste avant, ou Anne Hathaway ont participé aux campagnes publicitaires de la marque.
Une série spéciale de mocassins à picots a été fabriquée au nom de Ferrari.
Fin avril 2021, LVMH porte à 10 % sa part dans le capital de Tod's.
En juillet 2022, la famille Della Valle, fondatrice de Tod's, annonce une offre publique d'achat (OPA) sur son capital afin d'accélérer son développement et de retirer l'entreprise cotée à la Bourse de Milan.
En 2023, Tod's collabore avec Lamborghini pour créer une gamme de chaussures de conduite, et a renouvelé sa collaboration avec Palm Angels pour une deuxième ligne de baskets personnalisées.

### Presse
Jacques Brunel, « L'Italie éternelle de Tod's », L'Express Styles, no 3194,‎ 19 septembre 2012, p. 100 à 103 (ISSN 0014-5270)